# Naltrexon
Naltrexon is een door meerdere fabrikanten op de markt gebracht medicijn, opioïde receptor antagonist, dat wordt gebruikt als hulpmiddel bij het bestrijden van opioidenverslaving en alcoholverslaving. De langetermijnresultaten hiermee zijn nog niet bekend, daarom raadt de Nederlandse CFH Commissie Farmaceutische Hulp aan terughoudend met de toepassing te zijn. De commissie heeft het middel voor de behandeling van verslaving aan opiaten nog niet beoordeeld.

## Theorie
Alcoholisme wordt onder meer beschouwd als een hersenziekte. Erfelijke factoren bepalen waarschijnlijk waarom de een vrij snel verslaafd raakt, terwijl de ander een sociale drinker blijft.
Verslaving aan alcohol wordt gekenmerkt door het onvermogen om de drank te laten staan en een heftig verlangen (craving) wanneer er geen drank ter beschikking staat.
Bij het ontstaan van de verslaving speelt naast ontwenningsverschijnselen en controleverlies, wisselende activering van het beloningscentrum in de hersenen een rol, waardoor operante conditionering ontstaat: op drinken volgt een beloning. De gedachte achter de behandeling met naltrexon is het blokkeren van deze beloningsrespons.

## Onderzoek
- In 2005 is een onderzoek bij 624 patiënten gepubliceerd in het Amerikaanse tijdschrift JAMA. Deze alcoholisten werden gedurende zes maanden behandeld met een hoge dosis naltrexon, een lage dosis of een placebo. Gescoord werd het aantal dagen waarop te veel gedronken werd (meer dan 4(v) of 5 (m)). In de groep met de hoge dosis waren dat 25 en in de groep met de lage dosis 17 dagen minder dan in de placebogroep. Naltrexon had geen effect op het aantal alcoholvrije dagen en ook niet op het aantal alcoholvrije patiënten. Deelnemers die tevoren al gestopt waren met drinken behaalden de beste resultaten.[4]
- De conclusie van een meta-analyse over 19 gecontroleerde klinische onderzoeken van naltrexon voor de behandeling van alcoholisme (die niet alle gerandomiseerd en dubbelblind waren) luidt dat naltrexon op korte termijn een ondersteunend effect heeft bij de behandeling, maar dat over de lange termijn niets gezegd kan worden.[5]
- Ook een andere meta-analyse bevestigde bescheiden resultaten van naltrexon op korte termijn. Er zijn aanwijzingen dat een combinatie van naltrexon met cognitieve gedragstherapie meer effect heeft dan een combinatie met alleen ondersteunende gesprekken.[6][7]

 Low Dose Naltrexone (LDN)  

LDN is de gebezigde aanduiding voor het "off-label" gebruik van Naltrexon in lage dosering voor ziekten die geen verband houden met opioïde afhankelijkheid of alcoholverslaving. De dosis is maximaal een tiende van wat normaliter wordt voorgeschreven, typisch in de ordegrootte van 3 - 4,5 mg.
In kleine klinische studies lijkt het veelbelovend bij immuun- en ontstekingsgerelateerde aandoeningen zoals inflammatoire darmziekten, Multiple Sclerosis, CVS
en chronische pijn zoals bij Fibromyalgie.
Over de werkingsmechanismen bestaat nog veel onduidelijkheid. Studies wijzen op meerdere interacties, onder andere op Met-enkephalin en de OGFr receptor
, welke een belangrijke rol spelen in de celgroei en -differentie.
Door binding op de opioid receptors van lymfocyten, remt LDN de transformatie van B-cellen en T-cellen, waarmee een ongewenste immuunrespons kan worden voorkomen. Vergelijkbaar is de invloed op TLR4 en de cytokine productie.

## Bijwerkingen
Dikwijls (>10%): slaapstoornissen, onrust, nervositeit, angst, buikpijn en -krampen, misselijkheid, braakneiging, futloosheid, gewrichts- en spierpijn, hoofdpijn. Minder vaak (<10%): verminderde eetlust, gewichtsverlies, diarree, obstipatie, dorst, verhoogde energie, depressieve symptomen, duizeligheid, huiduitslag, seksuele stoornissen.

## Richtlijnen
- De NHG-standaard ‘Problematisch alcoholgebruik’ raadt af om als huisarts ondersteunende medicatie voor te schrijven, tenzij men met een verslavingscentrum samenwerkt.[13]
- De Nederlandse multidisciplinaire richtlijn van het CBO stelt dat naltrexon een veilig en effectief middel is bij de behandeling van alcoholproblemen. Tijdens de behandeling is het nodig de patiënt te blijven motiveren om de medicatie te slikken, dit in verband met de bijwerkingen. Mensen die naltrexon gebruiken, dienen informatie bij zich te dragen voor het geval ze plotseling onder narcose moeten. Behandeling met cognitieve gedragstherapie kan goed gecombineerd worden met naltrexon.

## Alternatieven
- Baclofen
- Disulfiram
- Acamprosaat
- Nalmefeen
- De Sinclairmethode maakt ook gebruik van naltrexon, maar hierbij is het juist de bedoeling dat de patiënt blijft drinken.